# Терренс Дженнінгс
Терренс Дженнінгс  (англ. Terrence Jennings, 28 липня 1986) — американський тхеквондист, олімпійський медаліст.

## Виступи на Олімпіадах
| Олімпіада   | Дисципліна | Місце |
| ----------- | ---------- | ----- |
| Лондон 2012 | до 68 кг   | 3T    |